# CommBank Stadium
Das CommBank Stadium ist ein Rugby- und Fußballstadion im Vorort Parramatta der australischen Millionenstadt Sydney im Bundesstaat New South Wales. Es wurde auf dem Grund des 1986 eingeweihten Parramatta Stadium errichtet. Die Rugby-League-Mannschaften der Parramatta Eels und der Wests Tigers aus der National Rugby League (NRL), die New South Wales Waratahs (Super Rugby) sowie die Fußballmannschaft der Western Sydney Wanderers aus der A-League Men sind die sportlichen Hauptnutzer der neuen Arena mit 30.000 Sitzplätzen.

## Geschichte
Anfang September 2016 gab die Regierung von New South Wales bekannt, dass das Parramatta Stadium durch einen Neubau für 300 Mio. AU$ ersetzt wird. Das neue Stadion ist Teil einer Investition in die Stadien des Bundesstaates von 1,6 Mrd. AU$. Daneben werden das ANZ Stadium und das Allianz Stadium umgebaut und renoviert. Der Bau schuf während der Errichtung 1.200 Arbeitsplätze. Nach der Fertigstellung sollen es zu Veranstaltungen im Stadion 600 bis 900 Beschäftigte sein. Für die neue Sportarena wurde neben dem Parramatta Stadium auch das 1959 eröffnete Parramatta Swimming Centre, das hinter der Westtribüne lag, abgerissen. Der ausgewählte Entwurf des Architektenbüros Populous und dem Bauunternehmen Lend Lease für den Bau in Rechteckform mit vier überdachten Tribünen ähnelt modernen, eingebauten Fußballstadien in Europa. Die Oberränge haben einen Winkel von 34° und sind die steilsten Tribünen im Land. Es gibt einen Business-Club auf Spielfeldhöhe hinter den Trainerbänken. Durch ein Fenster hat man Blick in den Spielertunnel. Anfang Dezember 2016 wurden erste Bilder der neuen Sportarena präsentiert. Der Abbruch des Parramatta Stadium sollten im Frühjahr 2017 beginnen und Mitte des Jahres abgeschlossen sein. Für Anfang 2019 war die Fertigstellung und Einweihung des Western Sydney Stadium anvisiert. Die 30.000 Sitzplätze des Stadions sind überdacht und wettergeschützt. Es befinden sich u. a. 3.000 Premiumsitze, 54 Luxus-Suiten, vier Umkleidekabinen, zwei große Videowände und ein Wi-Fi-System im Stadion. Die offene Fassade mit den Tribünenrückseiten und Stahlstützen wird von einem dünnen Gewebe umhüllt, dass beleuchtet werden und Bilder wiedergeben kann.
Bis zur Fertigstellung des Neubaus hatten sich die Teams aus dem Parramatta Stadium neue Spielstätten gesucht. Die Western Sydney Wanderers trugen ihre Partien ab der Saison 2016/17 im ANZ Stadium und dem Spotless Stadium des Olympic Park aus. Die Parramatta Eels hatten ab der Saison 2017 ebenfalls das ANZ Stadium für ihre Heimspiele genutzt.
Im Februar 2017 begannen die Abbrucharbeiten am Parramatta Stadium. Nach dem Abriss fand am 24. September 2017 offiziell der erste Spatenstich für den Neubau, im Beisein von Gladys Berejiklian, Premierministerin des Bundesstaates, und Sportminister Stuart Ayres statt.
Anfang Oktober 2018 wurde die Baustelle nach heftigen Regenfällen im Bundesstaat New South Wales überschwemmt. Im Innenraum des Baus stand braunes, schlammiges Wasser und die Arbeiten kamen zum Erliegen.
Anfang Dezember 2018 wurde die in Perth ansässige Bank Bankwest Namenssponsor der 360 Mio. AU$ teuren Veranstaltungsstätte. Der Vertrag hat eine Laufzeit von sieben Jahren. Die Eröffnung war für den April 2019 geplant. Zunächst werden Ligaspiele der National Rugby League (NRL) und der Super Rugby ausgetragen. Am 20. Juli 2019 soll die erste Fußballpartie im Neubau stattfinden. Die Western Sydney Wanderers treffen auf den englischen Club Leeds United.
Am 14. April 2019 wurde der Neubau mit einem Open Day zur ersten Besichtigung eröffnet. Das erste große Sportereignis war das Spiel der 6. Runde der NRL Telstra Premiership zwischen den Parramatta Eels und den Wests Tigers (51:6) am 22. April vor mit 29.047 Besuchern ausverkauftem Haus. Seit dem 1. Oktober 2021 trägt das Stadion den Namen CommBank Stadium, nach der Commonwealth Bank of Australia. Bankwest gehört seit 2008 zur CBA Group.
Am 11. November 2021 fand im CommBank Stadium ein Qualifikationsspiel zur Fußball-Weltmeisterschaft 2022 der australischen Fußballnationalmannschaft gegen Saudi-Arabien statt. Es war das erste Heimspiel für die Socceroos nach über zwei Jahren, eine Partie gegen Nepal in Canberra am 10. Oktober 2019, aufgrund der COVID-19-Pandemie. Die 23.314 Zuschauer sahen ein torloses Unentschieden.